# スロベニアの幾何学的中心点

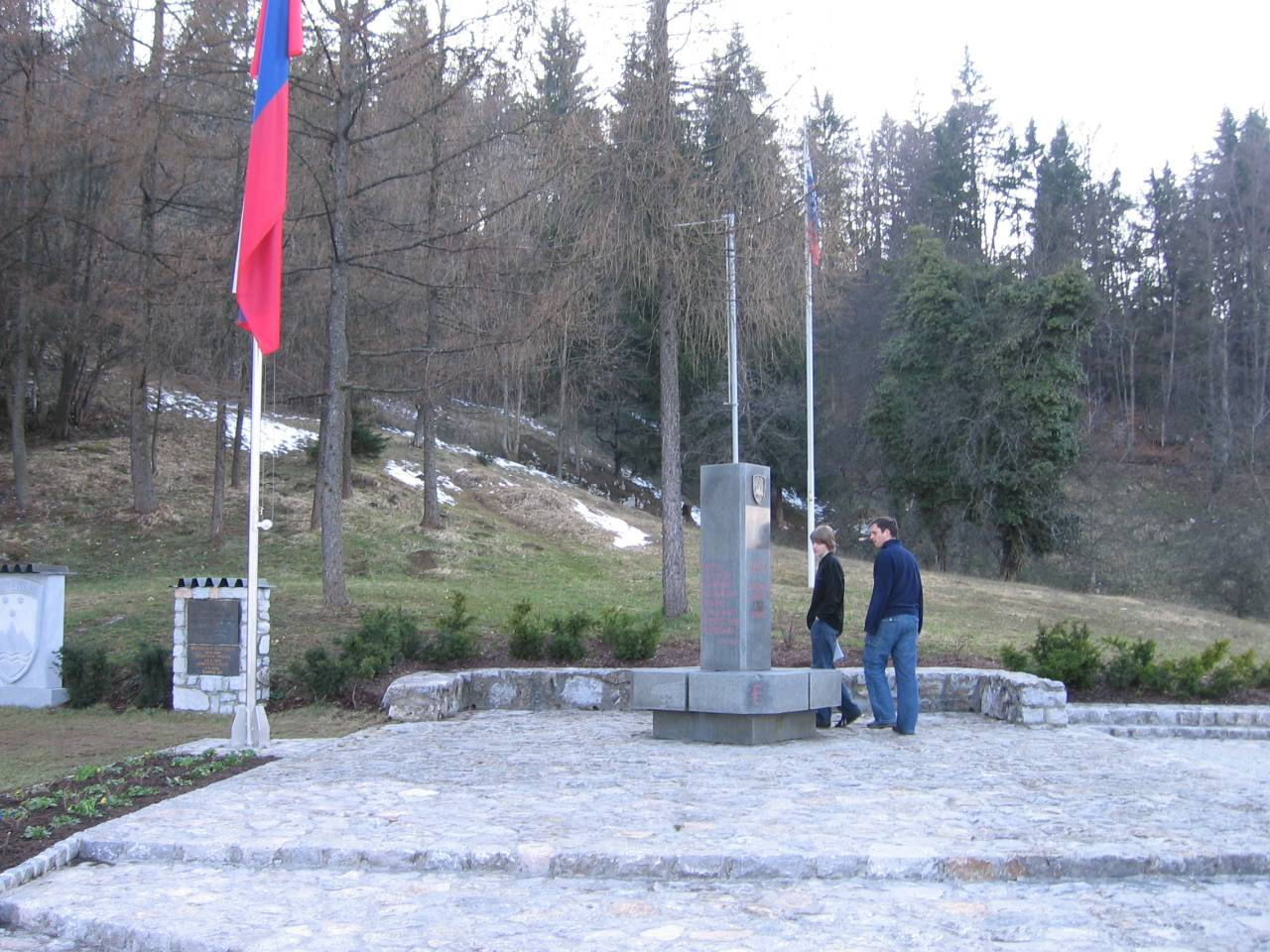
記念碑

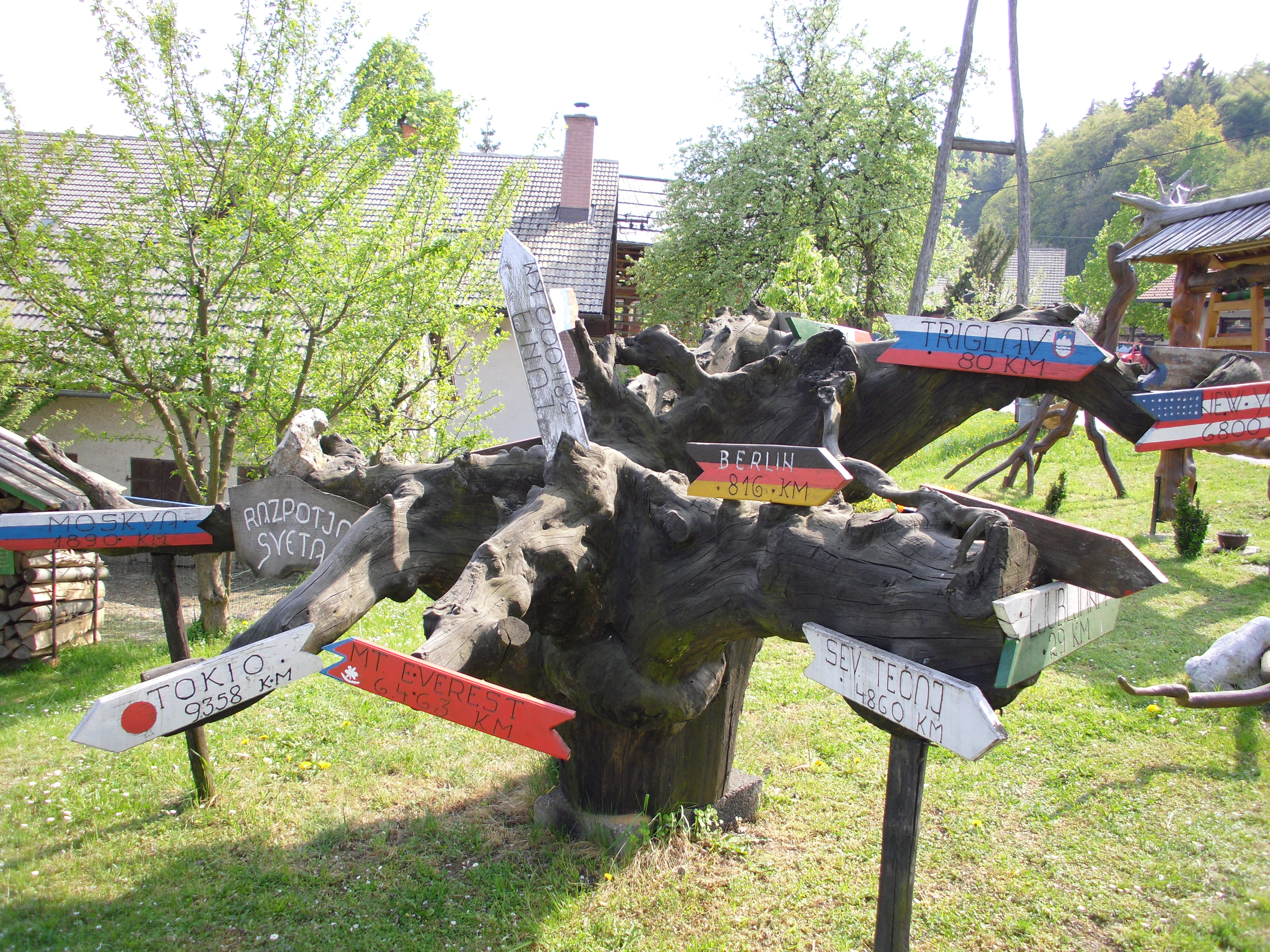
世界の道しるべ

スロベニアの幾何学的中心点 (ゲオス)は、スロベニアの国土を幾何学的な図形として考えた場合の国の重心である。ゲオスの地理的座標は46°07′11.8″N 14°48′55.2″E であり、リティヤ自治体のヴァチェ近く、スポドニャスリヴナという地域にある。

## ゲオスについて
ゲオスプロジェクトは、1981年、当時リティヤ市長であったヨジェ・デルノウシェックの指示により、ペテル・スヴェティックが立ち上げたスロベニアの中心を定めるプロジェクトである。正確な測量はマリャン・イェンコが行い、記念碑とその周辺のデザインはマリャン・ボジッチが担った。
ゲオスは、1982年に正式に公開された。記念碑には、のちに今日のスロベニア国歌となる詩が刻まれ、四方の印は東西南北を示している。記念碑の近くにはスロベニアの象徴である菩提樹が植えられ、その後、スロベニアの旗やプレート、紋章が設置された。これらは、地理的な中心点であるだけでなく、スロベニア人にとっての精神的な中心になるように、という願いが込められている。
ゲオスの発展に大きく貢献したのは、ヨジェ・デルノウシェック、ペテル・スヴェティック、ヨジェ・キモベツ、アンカ・コレンツである。2008年以来、ゲオスの日はリティヤ自治体の祝日にもなっている。

## ゲオスでの催し物

### 伝統行事
- スロベニア文化の日 2月8日直前の日曜日にゲオス記念碑前にて行われる。
- スロベニア国旗の日 4月7日直後の日曜日の午後2時にゲオス記念碑の前にて行われる。
- スロベニア戦没者記念日（5月17日またはその直後の土曜日、ゲオス記念碑にて行われる。）
- ゲオスへのハイキング（5月最終土曜日）
- ゲオスの日 ‐　6月の第2土曜日にゲオスの記念碑の前にて行事が行われる。